# Perry Smith
 (septembre 2017).
Si vous disposez d'ouvrages ou d'articles de référence ou si vous connaissez des sites web de qualité traitant du thème abordé ici, merci de compléter l'article en donnant les références utiles à sa vérifiabilité et en les liant à la section « Notes et références ».
Perry Edward Smith (27 octobre 1928 - 14 avril 1965) est un criminel américain reconnu coupable d'avoir assassiné Herbert, Bonnie, Nancy et Kenyon Clutter avec l'aide de son complice, Richard Hickock (surnommé Dick), durant la nuit du 14 au 15 novembre 1959. Ce crime fut rendu célèbre par Truman Capote dans son roman-réalité De sang-froid publié en 1966 et par le film de Richard Brooks en 1967.

## Enfance
Perry est né à Huntington dans le Nevada (États-Unis). Ses parents sont Florence « Flo » Buckskin, indienne Cherokee, et Tex John Smith, d'origine irlandaise,,. Tous deux sont artistes de rodéo, ce qui n'est pas très lucratif, surtout lorsque survient la crise économique en 1929. La famille a peu de moyens, et vit dans un véhicule, toujours en mouvement. Ils se nourrissent parfois de bananes pourries, qui donneront de terribles coliques au bébé qu'est encore Perry. Aussi, le seul breuvage que peut se permettre la famille est une sorte de lait en poudre très sucré, qui endommagera gravement les reins de l'enfant, qui souffrira d'énurésie pour le reste de ses jours.  
Perry est le plus jeune de leurs quatre enfants, les autres se nommant respectivement Tex Jr, Barbara et Fern. Tex et Fern auront tous deux des vies mouvementées et se suicideront. Perry admet le suicide de son frère, mais soutient que sa sœur a « glissé » du rebord d'une fenêtre. 
Lorsque le petit Perry est âgé d'un an, la famille déménage à Juneau en Alaska. Là, sa mère, Florence, devient alcoolique et trompe son mari. Ce dernier commence à la battre. Finalement, la femme quitte son époux en 1935, et part avec ses enfants à San Francisco. Les petits, qui préféraient rester auprès de leur père, pleurent à chaudes larmes, ce qui ne leur vaut aucune compassion de la part de leur mère, mais plutôt des remontrances.
En Californie, Florence mènera une vie de débauche, laissant complètement ses enfants livrés à eux-mêmes. Perry devient rapidement un enfant sauvage, qui vole et vagabonde. Il est bientôt placé dans un couvent catholique, où une surveillante lui infligera des épreuves qui le marqueront à jamais. Voici le récit que Perry fait de ces évènements dans une déclaration autobiographique adressée au Dr Jones, qui l'évaluera psychologiquement avant son procès pour le meurtre des Clutter. 
« Je me souviens d'un endroit où j'ai été envoyé. J'avais les reins faibles et je mouillais mon lit toutes les nuits. C'était très humiliant pour moi, mais je ne pouvais pas me contrôler. J'étais très sévèrement battu par la surveillante qui m'injuriait et se moquait de moi devant tous les garçons. Elle s'amenait à toutes les heures de la nuit pour voir si j'avais mouillé mon lit. Elle rejetait les couvertures et me battait furieusement avec une grosse ceinture en cuir noir ; elle me tirait du lit par les cheveux et me traînait jusqu'à la salle de bains et me jetait dans la baignoire et faisait couler l'eau froide et me disait de me laver ainsi que mes draps. Chaque nuit était un cauchemar. Par la suite elle a trouvé que c'était très drôle de me mettre une sorte d'onguent sur la verge. C'était presque intolérable. Ça me brûlait terriblement. Ensuite elle a été renvoyée. Mais ça n'a jamais changé mon opinion sur elle ni sur ce que j'aurais aimé lui faire subir ainsi qu'à tous les gens qui se moquaient de moi. »
Ensuite, Perry est placé dans un autre orphelinat où une surveillante tente de le noyer dans un bain d'eau froide. Elle ne réussit pas à le tuer, mais il attrape une terrible pneumonie. Il est envoyé à l'hôpital où son père vint le chercher pour l'amener vivre avec lui en Alaska.

## Adolescence et vie de jeune adulte
Perry reste auprès de son père jusqu'à l'âge de seize ans. Ensuite, ressentant le besoin de prendre ses responsabilités, il s'engage dans la marine marchande. En 1948, quatre ans plus tard, il opte pour l'armée, mais avouera que l'officier recruteur lui a laissé une chance et a augmenté les résultats de ses tests. Il s'attire pas mal d'ennuis, mais reçoit tout de même des titres de reconnaissance. Selon lui, s'il n'a jamais reçu de promotion, c'est parce qu'il refusait d'avoir des rapports sexuels avec ses supérieurs. 
En 1952, il a un accident de motocyclette, où il se blesse gravement les jambes. Elles resteront déformées et étrangement courtes. Perry n'ose pas les montrer; même sur la plage lorsqu'il s'enfuira à Mexico plus tard, il gardera obstinément ses jambes couvertes d'un pantalon.  
Lorsqu'il retrouva son père en Alaska, ce fut pour découvrir que ce dernier avait déjà entamé la construction du pavillon de chasse qu'ils comptaient construire ensemble. Ils achevèrent les travaux, puis ouvrirent leurs portes aux visiteurs, mais le succès ne fut pas au rendez-vous. Déçus, ils rejettent tous deux la responsabilité sur l'autre. Perry, à bout de nerfs, tentera d'étrangler son père. Ce dernier le menacera alors avec une arme, prêt à le tuer, mais éclata finalement en sanglots à la place. 
Perry alla se promener dans la forêt pour se remettre de ses émotions. À son retour, toutes ses affaires l'attendaient, éparpillées dans la neige. Il laisse ses livres et ses vêtements là, mais se refuse à se séparer de sa guitare, qu'il amène avec lui.

## Carrière criminelle
En juillet 1955, il rencontre un homme qui se propose de le conduire jusqu'à Chicago, mais ils décident finalement de cambrioler un édifice de bureau désert. Ils s'emparent des machines à écrire, additionneuses, etc. Les choses se déroulèrent à merveille jusqu'à ce que les deux complices brûlent un feu rouge, se fassent arrêter et qu'on découvre dans leur véhicule le matériel volé qu'ils n'avaient pas encore eu le temps de revendre. 
Les deux hommes, qui partageaient le nom de Smith, furent emprisonnés à Phillipsburg, Kansas. Ils s'évadent par une fenêtre ouverte. Ils volent une voiture et se rendent ensemble dans le Nebraska, puis se séparent. Ils sont placés sur la liste des personnes activement recherchées par le F.B.I. On retrouve Perry au Massachusetts, où il souhaitait retrouver un vieil ami de l'armée qui avait malheureusement déménagé. Il est arrêté pour vagabondage, car il avait trop bu. Toutefois, il s'inscrit sur le nom de Bob Turner, et il est relâché après quatorze jours de prison et une amende de dix dollars, et les policiers ignorent qu'ils avaient capturé un criminel recherché. 
Perry se rend à New York, où il vit paisiblement jusqu'en mars 1956. Mais, par un beau matin, le F.B.I. le retrouve dans l'hôtel où il s'est installé, et on l'extrade au Kansas.  
Il est incarcéré à la prison de Lansing pour purger une peine de cinq ans à dix ans pour cambriolage, évasion et vol de voiture. Là, Perry emploie son temps à écrire à son père et à sa sœur Barbara, même si ses relations avec celle-ci sont houleuses. Il est libéré sur parole le 7 juillet 1956. Il s'installe dans le Nevada, puisqu'il est banni du Kansas. 
En prison, il a fait la connaissance de deux hommes avec qui il se lie d'amitié et pour qui il a beaucoup d'admiration. Le premier est Willie-Jay, un intellectuel et religieux fanatique, qui est également un petit escroc. Perry l'idolâtre, car il possède ce que le métis n'a pas pu obtenir : de l'instruction. Le deuxième est un garçon qui a été condamné pour vol et escroquerie, un dénommé Richard Hickock, que tous surnomment Dick. C'est un jeune homme sympathique, qui a toujours une anecdote salée à raconter pour détendre l'atmosphère. Perry l'admire aussi beaucoup, car il le trouve « complètement viril » et le prend pour un dur à cuire. 
En novembre 1959, Perry reçoit une lettre de Dick lui disant qu'il a monté un super coup et qu'il veut qu'il en fasse partie. Perry ne sait que faire, car son ami fraîchement libéré de Lansing et lui-même sont bannis du Kansas, où Dick souhaite justement qu'ils se retrouvent. Il décide toutefois de s'y rendre, car son ami Willie-Jay doit être libéré justement le jour où son autre ami lui donne rendez-vous. Il compte retrouver Willie-Jay et faire équipe avec lui, mais si les choses tournent mal, Dick est sa solution de secours. 
Perry arrive à la gare pour apprendre que Willie-Jay a quitté la ville une heure plus tôt. Désespéré, il aperçoit Dick qui l'attend. Il se joint à lui pour son « grand coup », par dépit. 
Le grand coup consiste à voler de riches cultivateurs, les Clutter, dont un compagnon de cellule de Dick lui a affirmé avoir déjà travaillé pour eux et se souvenir qu'ils gardaient en permanence d'alléchantes sommes d'argent dans le coffre-fort de la maison. Dick a interrogé longuement son compagnon, Floyd Wells, pour connaître exactement la disposition des pièces, les habitudes de la famille, et tout ce qui pourrait lui être utile afin de les cambrioler. Il répéta de nombreuses fois à Wells qu'il comptait tous les tuer après les avoir volé pour ne pas laisser de témoins, mais nombreux sont ceux qui se vantent de futurs exploits qu'ils ne comptent jamais réaliser en prison, et Wells crut que Dick n'était qu'un baratineur. Il ne crut pas un instant qu'il fournissait gracieusement à cet homme tous les renseignements nécessaires pour le conduire au meurtre d'une famille qu'il avait connue et qui avait toujours été bonne envers lui. 
Dick expliqua son plan à Perry, qui était d'accord pour le vol, mais réticent pour les meurtres. Toutefois, il accepta de se joindre à Dick pour accomplir son forfait.

## L'assassinat des Clutter
Voici un extrait du récit que Perry Smith fit de la préparation du crime et des événements de la nuit du 14 au 15 novembre 1959 dans ses aveux au détective Alvin Dewey :

« [...] Dick a dit que c'était du gâteau. Il a dit: « On va y aller et leur foutre plein de cheveux sur les murs ». Vu l'état d'esprit dans lequel j'étais, je me suis laissé convaincre [...] Mais j'espérais qu'on pourrait faire ça sans violence. Il me semblait que c'était possible si on portait des masques [...] Vers minuit, Dick a dit qu'il nous restait sept miles à faire pour arriver à Holcomb [...] Soudain Dick a dit : « Ça y est, ça ne peut être que ça. » [...] Dick a dit: « Regarde-moi cette propriété ! Les granges ! Cette maison ! Ne me dis pas que ce type n'est pas bourré de fric. » [...] Dans l'ombre d'un arbre, Dick a mis des gants ; j'avais déjà mis les miens. Il portait le couteau et la lampe de poche. J'avais le fusil. La maison avait l'air immense sous le clair de lune. Elle avait l'air vide. Je me souviens que j'espérais qu'il n'y aurait personne à la maison. [...] Au pied de l'escalier, M. Clutter a allumé les lampes du couloir d'en haut, et comme on montait, il a dit: « Les gars, j'sais pas pourquoi vous voulez faire ça. J'vous ai jamais fait le moindre mal. Je ne vous ai jamais vus. » C'est alors que Dick lui a dit : « Bouclez-la ! Quand on voudra que vous parliez, on vous le dira. » [...]  J'ai dit à Dick : « Ces gens disent la vérité. Il n'y a pas de coffre-fort, alors foutons le camp d'ici. » Mais Dick avait trop honte pour se rendre à l'évidence [...]  Et Dick a dit: « Quand on aura trouvé le coffre-fort, on leur tranchera la gorge. On peut pas les descendre, ça ferait trop de bruit. [...] »

## Perry Smith et Truman Capote
Lors de ses recherches pour De sang-froid, Capote a interrogé plusieurs fois Perry Smith et ils ont ainsi développé une relation amicale. Certains chercheurs supposent que Capote est  tombé amoureux de Smith. Capote était présent lors de l’exécution : les condamnés le lui avaient demandé ; il a assisté à la pendaison de Hickock mais n’a pas été capable  d’assister à celle de Smith.

## Mort
La peine capitale de Smith et Hickock a été ajournée plusieurs fois. Perry Edward Smith a été pendu le 14 avril 1965. On a pendu Smith après Hickock, suivant l’ordre alphabétique. Il est mort à 1 h 19 du matin.